# 長岡町 (名古屋市)
長岡町（ながおかちょう）は、愛知県名古屋市中区の地名。

## 歴史

### 町名の由来
町名は旧字名に由来する。

### 沿革
- 1911年（明治44年）11月1日 - 中区東古渡町字長岡により、同区長岡町として成立[1]。
- 1922年（大正11年）5月1日 - 舟橋甚重がフジパンの前身となる「金城軒」を創業[5]。
- 1928年（昭和3年）5月 - 金城軒は業務拡張により円上町に移転[5]。
- 1942年（昭和17年）10月10日 - 1〜6丁目を設定する[1]。
- 1974年（昭和49年）5月11日 - 住居表示実施に伴い、1〜5丁目を平和一丁目・同二丁目・同三丁目、5・6丁目を金山三丁目に編入し消滅[1]。